# Arcieparchia di Prešov
L'arcieparchia di Prešov (in latino Archieparchia Prešoviensis) è una sede metropolitana della Chiesa greco-cattolica slovacca. Nel 2022 contava 114.401 battezzati. È retta dall'arcieparca Jozef Jonáš Maxim, M.S.U.

## Territorio
L'arcieparchia comprende la regione di Prešov.
Sede arcieparchiale è la città di Prešov, dove si trova la cattedrale di San Giovanni Battista.
Il territorio è suddiviso in 163 parrocchie.

## Storia
L'eparchia di Prešov è stata eretta il 22 settembre 1818 con la bolla Relata semper di papa Pio VII, ricavandone il territorio dall'eparchia di Mukačevo. Originariamente era suffraganea dell'arcidiocesi di Esztergom (oggi arcidiocesi di Esztergom-Budapest).
Pure avendo molte somiglianze con la Chiesa greco-cattolica rutena, l'eparchia di Prešov è divenuta il centro principale di una propria chiesa sui iuris, la Chiesa greco-cattolica slovacca.
Il 12 settembre 1880 fu inaugurato il seminario eparchiale. Durante l'episcopato di Mikuláš Tóth vi furono dei tentativi di magiarizzazione dell'eparchia, come l'introduzione dell'ungherese come lingua liturgica, alla quale tuttavia l'eparca si oppose, e come lingua di insegnamento nelle scuole parrocchiali. Quando il vescovo ordinò ai sacerdoti di radersi la barba, scoppiò una clamorosa protesta guidata da Adolf Dobrjan'skyj, che rivolse un appello al papa, perché i sacerdoti di rito bizantino potessero continuare a vivere in modo conforme alle loro tradizioni.
L'eparca Ján Vályi fu invece favorevole all'introduzione dell'ungherese come lingua liturgica, ma incontrò la ferma opposizione della Santa Sede, che ribadì a più riprese come non fosse lecito l'uso liturgico delle traduzioni didattiche dei libri approvati, in quanto le traduzioni non erano mai state corrette e approvate. Tuttavia, sull'onda di una crescente magiarizzazione, alcuni sacerdoti si rifiutarono di obbedire e introdussero l'ungherese nella liturgia, incominciando dalle letture, dall'omelia e dall'orazione prima della Comunione. Gli ungheresi proposero l'erezione di una circoscrizione separata per gli ungheresi, che avrebbe dovuto adottare il greco come lingua liturgica. L'8 giugno 1912 l'arcieparchia di Prešov cedette le parrocchie di lingua ungherese a vantaggio dell'erezione dell'eparchia di Hajdúdorog.
Il 2 settembre 1937 per effetto della bolla Ad ecclesiastici di papa Pio XI divenne una diocesi immediatamente soggetta alla Santa Sede.
Durante il comunismo, la Chiesa greco-cattolica fu duramente perseguitata e infine proibita, secondo un preciso disegno volto a ridurre le differenze religiose e a farne confluire i fedeli, legati al rito bizantino, nella Chiesa ortodossa. Il vescovo Pavol Peter Gojdič venne incarcerato e morì durante la detenzione. È stato beatificato nel 2001.
La Chiesa greco-cattolica slovacca fu nuovamente riconosciuta dal governo dopo il 1968.
Il 18 gennaio 1996 e il 27 gennaio 1997 l'eparchia ha ceduto porzioni del suo territorio a favore dell'erezione rispettivamente dell'esarcato apostolico della Repubblica Ceca e all'esarcato apostolico di Košice (oggi eparchia).
Il 30 gennaio 2008 ha ceduto parte del suo territorio a vantaggio dell'erezione dell'eparchia di Bratislava e nel contempo è stata elevata ad arcieparchia metropolitana con la bolla Spiritali emolumento di papa Benedetto XVI.

## Cronotassi dei vescovi
Si omettono i periodi di sede vacante non superiori ai 2 anni o non storicamente accertati.
- Gregor Tarkovič † (2 ottobre 1818 - 16 gennaio 1841 deceduto)
  - Sede vacante (1841-1843)
- Jozef Gaganec † (30 gennaio 1843 - 22 dicembre 1875 deceduto)
- Mikuláš Tóth † (3 aprile 1876 - 21 maggio 1882 deceduto)
- Ján Vályi † (15 marzo 1883 - 19 novembre 1911 deceduto)
  - Sede vacante (1911-1913)
- Štefan Novák † (20 novembre 1913 - 1º ottobre 1918 dimesso)
  - Sede vacante (1918-1940)
- Beato Pavol Peter Gojdič, O.S.B.M. † (17 luglio 1940 - 17 luglio 1960 deceduto)[3]
  - Sede vacante (1960-1989)
- Ján Hirka † (21 dicembre 1989 - 11 dicembre 2002 ritirato)[4]
- Ján Babjak, S.I. (11 dicembre 2002 - 25 aprile 2022 dimesso)[5]
- Jozef Jonáš Maxim, M.S.U., dal 26 ottobre 2023

## Statistiche
L'arcieparchia nel 2022 contava 114.401 battezzati.
| anno | popolazione | popolazione | popolazione | presbiteri | presbiteri | presbiteri | presbiteri                | diaconi | religiosi | religiosi | parrocchie |
| anno | battezzati  | totale      | %           | numero     | secolari   | regolari   | battezzati per presbitero | diaconi | uomini    | donne     | parrocchie |
| ---- | ----------- | ----------- | ----------- | ---------- | ---------- | ---------- | ------------------------- | ------- | --------- | --------- | ---------- |
| 1949 | 320.969     | 12.337.684  | 2,6         | 341        | 311        | 30         | 941                       |         | 43        | 39        | 241        |
| 1970 | 350.000     | 14.000.000  | 2,5         |            |            |            |                           |         |           |           | 201        |
| 1980 | 350.000     | ?           | ?           | 235        | 217        | 18         | 1.489                     |         | 27        | 78        | 200        |
| 1990 | 361.992     | ?           | ?           | 214        | 194        | 20         | 1.691                     |         | 28        | 76        | 201        |
| 1999 | 118.740     | ?           | ?           | 251        | 230        | 21         | 473                       |         | 25        | 69        | 179        |
| 2000 | 175.000     | ?           | ?           | 247        | 227        | 20         | 708                       | 1       | 33        | 104       | 199        |
| 2001 | 175.000     | ?           | ?           | 263        | 241        | 22         | 665                       | 1       | 41        | 76        | 200        |
| 2002 | 135.829     | ?           | ?           | 249        | 227        | 22         | 545                       | 1       | 40        | 85        | 201        |
| 2003 | 136.279     | ?           | ?           | 251        | 232        | 19         | 542                       | 1       | 37        | 86        | 201        |
| 2004 | 136.593     | ?           | ?           | 243        | 221        | 22         | 562                       |         | 24        | 80        | 201        |
| 2009 | 137.500     | ?           | ?           | 249        | 232        | 17         | 552                       | 1       | 21        | 76        | 161        |
| 2012 | 123.700     | ?           | ?           | 269        | 247        | 22         | 459                       | 1       | 25        | 98        | 164        |
| 2015 | 115.600     | ?           | ?           | 310        | 289        | 21         | 372                       | 1       | 22        | 72        | 165        |
| 2016 | 115.872     | ?           | ?           | 285        | 264        | 21         | 407                       | 2       | 27        | 71        | 164        |
| 2018 | 117.000     | ?           | ?           | 294        | 272        | 22         | 397                       | 2       | 25        | 75        | 164        |
| 2020 | 117.800     | ?           | ?           | 301        | 282        | 19         | 391                       | 2       | 22        | 73        | 163        |
| 2022 | 114.401     | ?           | ?           | 306        | 288        | 18         | 373                       | 2       | 20        | 68        | 163        |